# Румовский, Степан Яковлевич
Степа́н Я́ковлевич Румо́вский (29 октября [9 ноября] 1734 — 6 [18] июля 1812) — русский астроном и математик, один из первых русских академиков (с 1767 года). Иностранный член Стокгольмской Академии наук. Инициатор открытия Казанского университета (1804).
Научные труды относятся к астрономии, геодезии, географии, математики и физики. Много усилий он направил на преподавание с целью воспитать первое поколение российских учёных. Написал учебник «Сокращения математики» (1760). Один из составителей первого издания «Словаря Академии Российской» в 6 томах (1789—1794).

## Биография
Родился 29 октября (9 ноября) 1734 года около Владимира — в селе Старый Погост, где его отец был священником.
В 1739 году отец получил место священника в Санкт-Петербурге, впоследствии стал протоиереем. С этого времени Степан стал обучаться в Александро-Невской семинарии — в классе пиитики, где состоял в числе лучших учеников. В возрасте 12 лет был выбран М. В. Ломоносовым и И. А. Брауном для обучения в Академической гимназии при Академическом университете (с 10 мая 1748). В 1750 году он избрал предметом специальных занятий математику. Показал себя прилежным и одарённым студентом; о Румовском положительно отзывались все преподаватели.
В 1753 году стал адъюнктом по астрономии Академии наук и в следующем году был командирован в Берлин, где изучал математику у Л. Эйлера. Чтобы получить эту командировку, Румовский представил решение задачи Кеплера, эта работа была отослана Эйлеру. Эйлер признал, что сделанные выкладки стоили большого труда и несомненно доказывают способности автора к математике. Благодаря такому отзыву командировка была одобрена и 28 июня 1754 года Румовский прибыл в Берлин. Жил он в доме Эйлера; был прилежным учеником. Сблизился с семьёй Эйлера, но недостаток средств, которые ему выделялись, ставил его в неловкое положение, вследствие чего Румовского частично содержал его учитель. Так продолжалось два года. В 1756 году Румовский вернулся в Петербург.
С 1760 года преподавал в Академическом университете математику и астрономию. Экстраординарный профессор с 1763 года, ординарный профессор с 1767 года. В 1761 и 1769 годах выезжал в астрономические экспедиции (в Селенгинск в Забайкалье и в Колу на Кольском полуострове) для наблюдения редчайшего астрономического явления — прохождения планеты Венера на фоне Солнца. По результатам наблюдений вычислил расстояние от Земли до Солнца, получив величину, весьма близкую к современной.
С 1766 по 1803 год заведовал географическим департаментом, был директором астрономической обсерватории Петербургской академии наук, руководил картографическими работами, готовил астрономо-метеорологические календари. Член Российской академии (академик по астрономии) с момента её основания (1767 год). С 1800 по 1803 год — вице-президент Петербургской академии наук.
С 1776 по 1783 годы был инспектором основанного тогда в Петербурге Греческого кадетского корпуса. В 1798 году Адмиралтейств-коллегия поручила Румовскому подготовку учителей навигации Морского кадетского корпуса к проведению астрономических исследований, за что Румовский был удостоен чина действительного статского советника (1799).
В связи с планами открытия Казанского университета был назначен попечителем Казанского учебного округа (1803 год) и состоял в этой должности до конца жизни. Под его руководством была создана система образования Сибири и Востока Европейской части России с опорой на Казанский университет, гимназии, приходские и уездные училища в крупных городах округа. Преподавательский состав Казанского университета был подобран им столь тщательно, что за короткое время университет стал одним из ведущих в России, впоследствии подготовив в том числе первоклассных математиков (Н. И. Лобачевский).
Румовский скончался в Санкт-Петербурге 6 (18) июля 1812 года.

## Научная деятельность
Издал Руководство по математическим наукам, выступал за чтение лекций на русском языке. Представил более 50 сочинений (мемуаров), большинство из которых по содержанию относятся к астрономии. Среди них можно выделить работы, относящиеся к наблюдению прохождения планет Венеры и Меркурия по диску Солнца, наблюдению солнечных и лунных затмений и цикл статей с заглавием «наблюдения, произведённые на Петербургской обсерватории». По словам самого Румовского, он ежегодно «трудился в наблюдении знатных небесных тел». Также у Румовского имеются весьма важные труды, относящиеся к определению долготы и широты различных пунктов в России.
К области чистой математики относятся такие мемуары, как «Об интегрировании различных формул» и «О наибольших и наименьших величинах», в котором присутствуют зачатки Дифференциального исчисления. К области физики относится мемуар «Способ более точного наблюдения над магнитной стрелкой». К области метеорологии — разбор наблюдений, произведённых Исленьевым в Якутске.
Научная деятельность Румовского не ограничивалась избранной им специальностью. На него неоднократно возлагались работы, для которых требовалась общая образованность, выходящая за рамки математики. Румовский принимал участие в трудах, относящихся к истории, литературе и законодательству. К примеру, он переводил на русский язык различные сочинения, в том числе труды Эйлера, части «Естественной истории» Бюффона и летописи Тацита, редактировал сборник древней российской вивлиофики и т. д.

## Награды
- Орден Святой Анны 2-й степени (25.03.1802)
- Орден Святого Владимира 3-й степени (23.01.1809)